# کالیکولین
کالیکولین (به انگلیسی: Calyculin) با فرمول شیمیایی C51H83N4O15P یک ترکیب شیمیایی با شناسه پاب‌کم 10909255 است. که جرم مولی آن ۱۰۲۳٫۲ گرم بر مول می‌باشد. 